# Dialogue 20-40-60
Pour plus de détails, voir Fiche technique et Distribution.
Dialogue 20-40-60 (Dialóg 20-40-60) est une comédie dramatique tchécoslovaque à trois sketches réalisée par Jerzy Skolimowski, Peter Solan et Zbyněk Brynych, sortie en 1968.
Le film fait dialoguer les différents âges de la vie. Le premier sketch représente la vingtaine, le deuxième la quarantaine et le troisième la soixantaine.

## Fiche technique
- Titre français : Dialogue 20-40-60 (titre DVD)[1],[2] ou Dialóg 20-40-60[3]
- Titre original : Dialóg 20-40-60[4]
- Réalisation : Jerzy Skolimowski, Peter Solan, Zbyněk Brynych
- Scénario : Jerzy Skolimowski (20 ans), Peter Solan (40 ans), Zbyněk Brynych, Tibor Vichta (60 ans)
- Photographie : Andrzej Kostenko (20 ans), Vincent Rosinec (40 ans), Josef Vanis (60 ans)
- Musique : Brano Hronec
- Décors : Milan Nejedlý, Ivan Vanícek
- Société de production : Studio Hraných Filmov Bratislava
- Pays de production :  Tchécoslovaquie
- Langue originale : slovaque
- Format : Noir et blanc - 1,37:1 - Son mono - 35 mm
- Genre : Comédie dramatique, film romantique
- Durée : 78 minutes
- Date de sortie :
  - Tchécoslovaquie : 29 novembre 1968
  - France : 13 novembre 2013 (DVD) ; 19 janvier 2015 (Centre tchèque de Paris)

## Distribution

### 20 ans
- Joanna Szczerbic (pl) : Magda
- Jean-Pierre Léaud : Adamik
- Jiří Vršťala : Fabián
- Jana Glazerová : Klára
- Olga Salagová : une fille
- Nora Kuzelová : une fille
- Stefan Tkác : câblier
- Jan Gec : policier
- Jozef Kuchár : policier
- Benjamin Michalský : policier
- Karol Cálik : délinquant

### 40 ans
- Viera Strnisková (cs) : la première femme
- Jiří Holý (cs) : le premier homme
- Zuzana Kocúriková : la seconde femme
- Frantisek Gervai : le second homme
- Jindrich Láznicka : l'assistant

### 60 ans
- Jozef Kroner : le vieil homme
- Ljuba Hermanová (cs) : la première femme
- Jana Beláková : la seconde femme
- Michal Docolomanský : le premier homme
- Ernest Kostelník : le second homme
- Martin Huba : le messager
- Jaroslav Rozsíval : le directeur